# 빅 바이퍼
빅 바이퍼(Vic Viper)는 코나미에서 제작한 게임 그라디우스의 주인공 전투기이다.

## 우정출연
빅 바이퍼는 코나미에서 제작한 몇몇 다른 시리즈에도 출연하였다.

### 유희왕
유희왕이라는 트레이닝 카드 게임에 초시공 전투기 빅 바이퍼라는 이름으로 등장한다.
또한 그라디우스의 보스들도 등장한다. 거대전함 빅 코어, 거대전함 테트란, 거대 전함 크리스털 코어, 거대전함 커버드 코어라는 4개의 보스가 등장하고 보스 러쉬까지 등장한다.

### 파로디우스
그라디우스의 패러디 파생작인 파로디우스에서 빅 바이퍼와 사라만다에서 등장했던 로드 브리티쉬가 플레이어 캐릭터로 등장한다.

### 와이 와이 월드
와이 와이 월드의 휭스크롤 슈팅 스테이지에 플레이어로 등장한다. 그리고 와이 와이 월드2의 그라디우스 스테이지에서도 등장하는데 코나미 와이 와이 레이싱에서도 숨겨진 캐릭터로 등장한다.

### Zone of the Enders
플레이 스테이션2소프트 Z.O.E시리즈의 두 번째 작품인 Anubis Zone of the Enders 2nd runner에서 레오 스텐버그의 LEV로 등장한다. 게임 내 Extra mission 에선 미니게임 조라디우스를 플레이 할 수 있다.

### 스카이걸즈
TV 애니메이션 스카이걸즈 7화 또는 14화에 빅 바이퍼가 등장한다. 등장인물 중 히자키가 조종하고 있다. 특히 14화에는 그라디우스에 있던 빅 바이퍼의 레이저와 옵션이 등장한다.

### 오토메디우스
오토메디우스에는 조종기체로 나오며 아오바 아노아가 조종한다. 게다가 모에화로 케로로를 디자인한 요시자키 미네가 그려냈다.